# Chocenický potok
Chocenický potok je potok pramenící v nadmořské výšce 558 m n. m. v obci Svárkov v Plzeňském kraji, teče dále přes obce Jarov, Chocenice, Jarov, osady Hladomří a Nová Huť a ve Vlčicích (místní části města Blovice) se vlévá do mlýnského náhonu (ř. km 37; 380 m n. m.), který je napájen řekou Úslavou, a opět se do ní vlévá ve městě Blovice.

Na potoku leží v obci Chocenice dva rybníky: Vejsovský rybník a Mlejnský rybník.

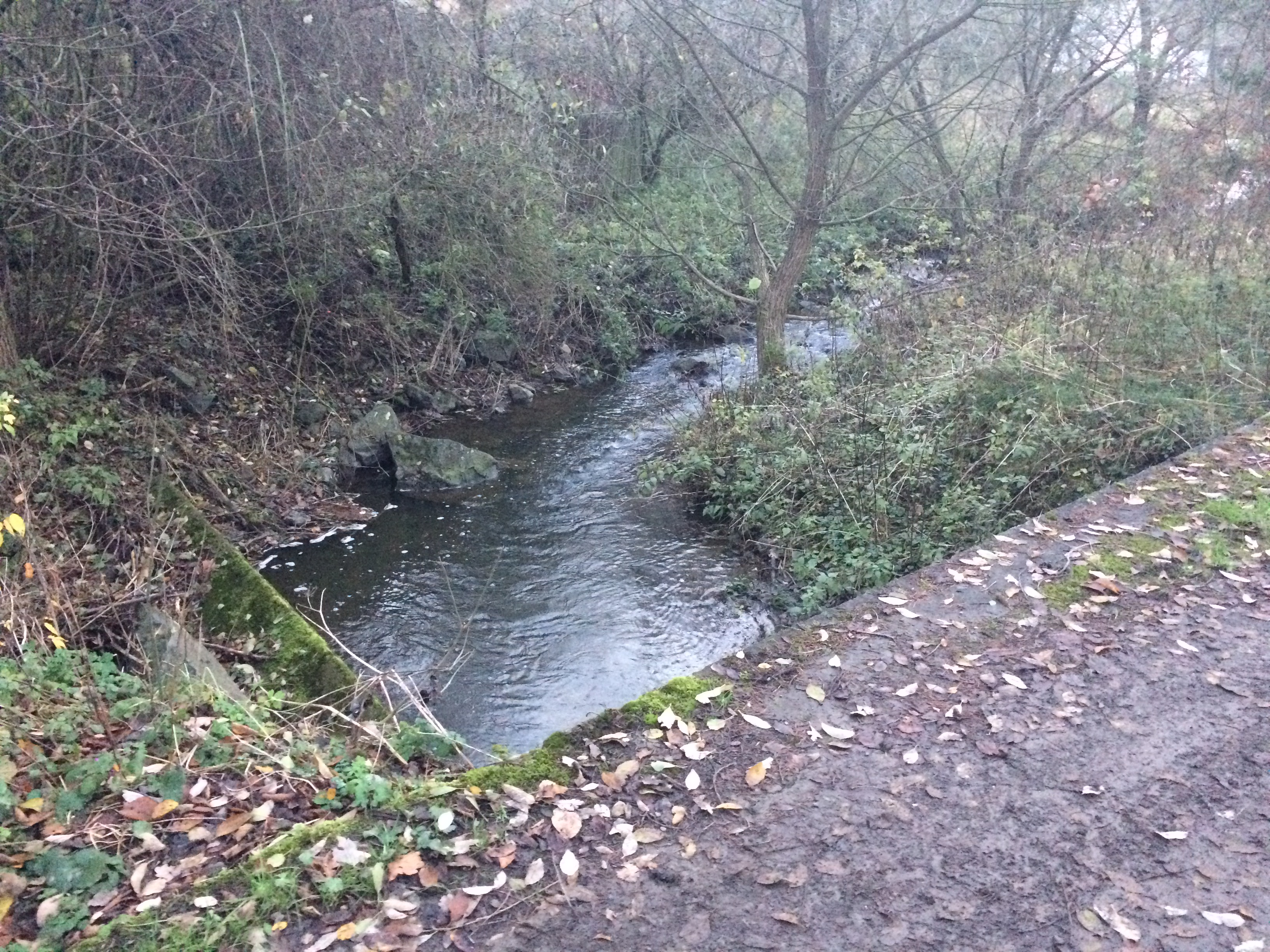
Chocenický potok v Nové Huti
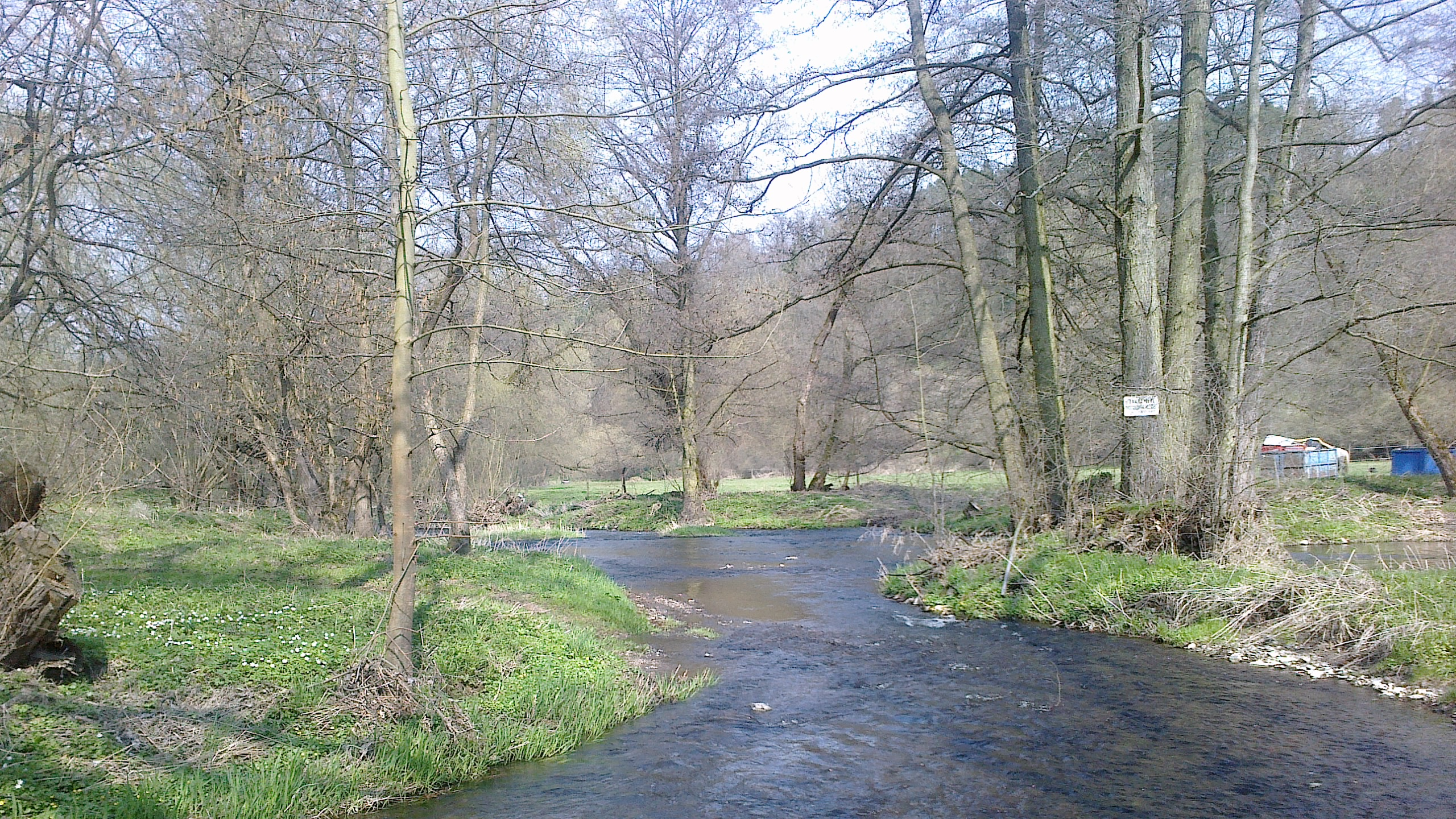
Ústí Chocenického potoka do Úslavy